# Erik Werenskiold

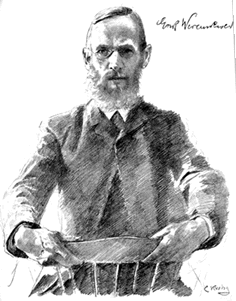
Erik Werenskiold tecknad av Christian Krohg.

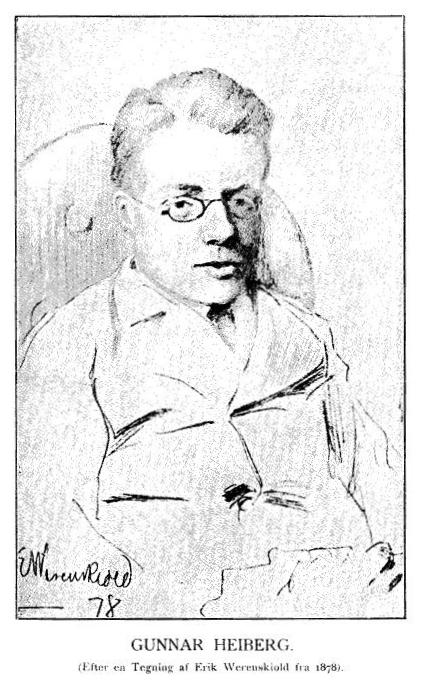
Författaren Gunnar Heiberg, teckning av Erik Werenskiold 1878.

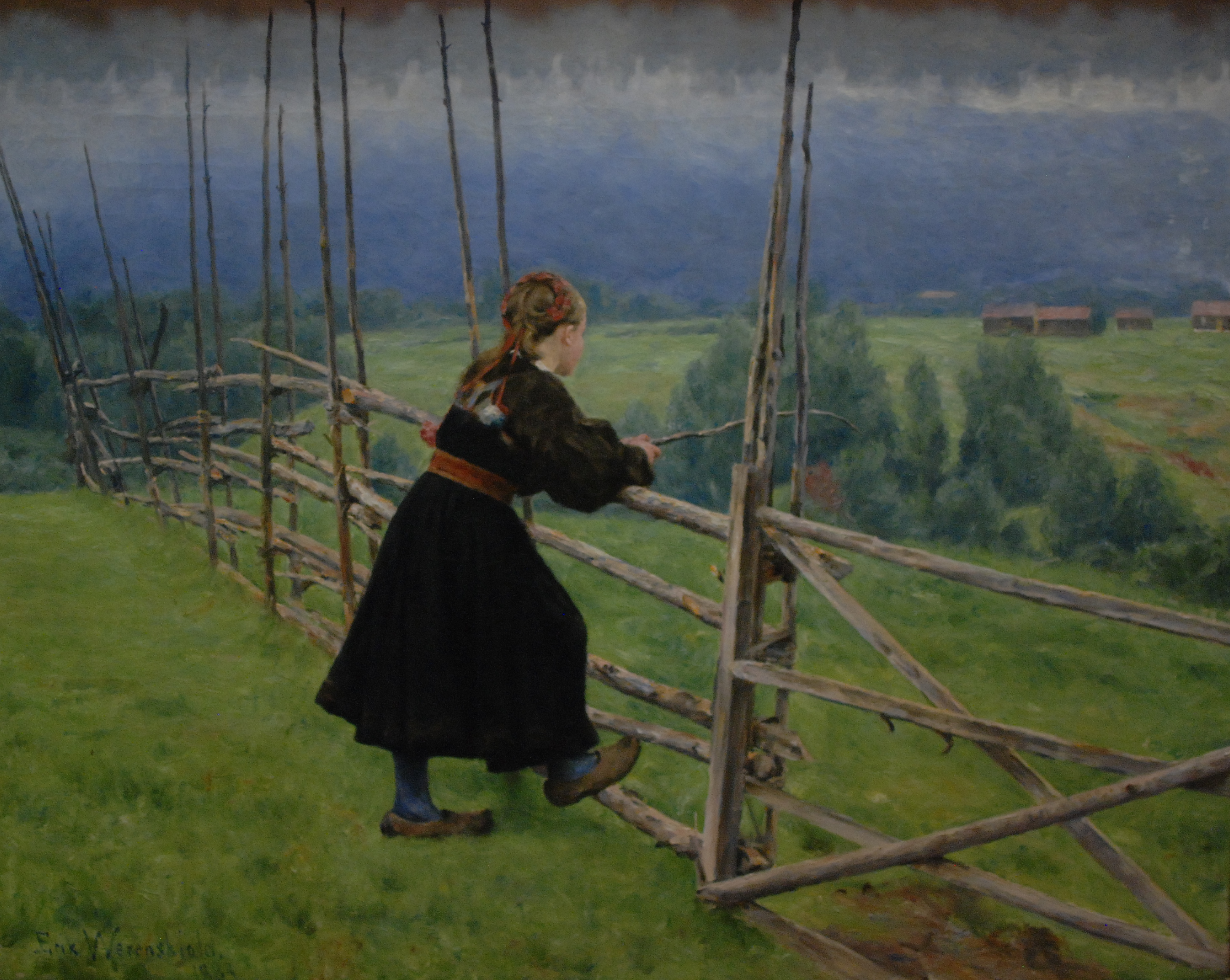
På slätten, utförd år 1883.

Erik Theodor Werenskiold, född 11 februari 1855 i Eidskog, död 23 november 1938, var en norsk målare och tecknare. Han är speciellt känd för att ha illustrerat Asbjørnsens och Moes norska folksagor samt Snorres nordiska kungasagor.

## Liv och karriär
Erik Werenskiold växte upp i Kongsvinger, där hans far, kapten Frederik Daniel Werenskiold, var kommendant. Han inledde studier 1872, bland annat studier i teckning under Julius Middelthun vid Den kongelige norske Tegneskole i Christiania på inrådan av Adolph Tidemand. Hösten 1875 reste han till München där han bodde i fyra år. En internationell utställning öppnade hans ögon för franskt friluftsmåleri och naturalismen. Werenskiold flyttade 1881 till Paris för att studera på egen hand.
1883 återflyttade Werenskiold till Norge. Han gjorde flera skildringar av norska bönder i landskapsmiljö, samt porträtt av andra kända personer, bland annat författarna Bjørnstjerne Bjørnson och Henrik Ibsen. Redan i München hade han inlett arbetet att illustrera sagor. 1879 utkom Norske folke- og huldreeventyr och tillsammans med Theodor Kittelsen utgav Werenskiold Eventyrbog for Børn i tre band 1882–1887. Illustrationerna utgavs i en samlingsvolym 1910. Vidare illustrerade Werenskiold Snorre Sturlasons nordiska kungasagor och Jonas Lies Familien paa Gilje (1903). Erik Werenskiold har även porträtterat den svenske arkitekten Ragnar Östberg, ett måleri som hänger i Stockholms stadshus.
Naturalismen hade stort inflytande på Werenskiold under 1880- och 1890-talet, men övergav denna stilriktning efterhand. Werenskiold utförde väggdekorationer med motiv från äventyret Liti Kjersti till Fridtjof Nansens villa Polhøgda på Lysaker. Werenskiold är representerad vid bland annat Göteborgs konstmuseum.
Erik Werenskiold fick sönerna Werner Werenskiold (1883–1961) och Dagfin Werenskiold (1892–1977). Werner blev geolog, medan Dagfin gick i sin fars fotspår och blev målare och bildhuggare.